# Ivan Kovač (duchowny)
Ivan Kovač (ur. 28 marca 1978 w Plaidt) – bośniacki duchowny katolicki, podsekretarz Kongregacji ds. Biskupów.

## Życiorys
5 lipca 2003 otrzymał święcenia kapłańskie i został inkardynowany do diecezji mostarsko-duvnijskiej. 
29 czerwca 2023 został mianowany przez papieża Franciszka podsekretarzem Kongregacji ds. Biskupów. 